# اطلاعات نادرست درباره دنیاگیری کووید-۱۹
در مراحل آغازین گسترش ویروس کرونا در ۲۰–۲۰۱۹، اطلاعات نادرستی دربارهٔ ریشهٔ این ویروس، ابعاد آن و جنبه‌های مختلف بیماری به سرعت در اینترنت منتشر شد.
بسیاری در فضای مجازی ادعا کردند که این ویروس یک جنگ‌افزار میکروبی است و واکسن آن هم از قبل تولید شده‌است همچنین گروهی گفتند که این ویروس وسیله ای برای کنترل جمعیت یا نتیجهٔ یک عملیات جاسوسی است.

## نوع‌ها و منشأ و تأثیر
در ۳۰ ژانویه، بی‌بی‌سی از گسترش روزافزون تئوری‌های توطئه و مشاوره‌های دروغین بهداشتی و سلامتی در رابطه با کوید۱۹ خبر داد. نمونه‌های قابل توجه در آن زمان شامل توصیه‌های نادرست بهداشتی در رسانه‌های اجتماعی و گپ‌های خصوصی بود، و همچنین تئوری‌های دیگر توطئه مانند منشأ سوپ خفاش و برنامه‌ریزی برای شیوع آن با مشارکت انستیتوی. در تاریخ ۳۱ ژانویه، روزنامهٔ بریتانیایی گاردین هفت نمونه از اطلاعات غلط را مثال زد و تئوری‌های توطئه در مورد بیوسلاح‌ها و پیوندشان با فناوری نسل پنجم شبکه تلفن همراه (5G)، و همچنین توصیه‌های بهداشتی متنوعی را اضافه کرد.
برای سرعت بخشیدن به اشتراک گذاری تحقیقات، بسیاری از تحقیقات به سرورهای نسخه پیش از انتشار از قبیل آرکایو (بایگانی نوشتارهای علمی)، بیورکایو، مدرکایو یا شبکه تحقیقات علوم اجتماعی (SSRN) تبدیل شده‌اند. این امکان وجود داشت که مجلات و روزنامه‌ها بدون بررسی داوری همتا یا هر فرایند ویرایش دیگری که کیفیت تحقیق را تضمین کند، روی این سرورها بارگذاری شود. برخی از این مقالات در گسترش تئوری‌های توطئه نقش داشته‌اند. قابل توجه‌ترین مورد یک مقاله از پیش چاپ شده در بیورکایو بود که ادعا می‌کرد ویروس شامل «پیوستگاه‌های» ویروس نقص ایمنی انسانی یا اچ‌آی‌وی (HIV) است. پس از جنجال‌هایی که به وجود آمد، این مقاله پس گرفته شد.
طبق مطالعه ای که توسط مؤسسه مطالعات روزنامه‌نگار رویترز منتشر شد، بیشترین اطلاعات غلط مربوط به کوید-۱۹ شامل «اشکال مختلفی پیکربندی مجدد است که اطلاعات موجود و غالباً واقعی چرخیده، پیچیده، مجدداً و مجدداً روی آن کار شده‌است». در حالی که اطلاعات غلط کمتری «کاملاً ساختگی» بوده‌است. در این مطالعه هیچ دیپ فیک یا جعل عمیق مشاهده نشده‌است. این مطالعه همچنین نشان داد که «اطلاعات نادرست از بالا به پایین از سیاستمداران، افراد مشهور و دیگر چهره‌های برجسته عمومی» منتقل شده، در حالی که این اقلیت افراد، بخش عمده ای از تعامل رسانه‌های اجتماعی را در دست دارند. طبق طبقه‌بندی آنها، بزرگترین گروه اطلاعات غلط (۳۹٪) شامل «ادعاهای گمراه کننده یا دروغین دربارهٔ اقدامات یا سیاست‌های مقامات دولتی، از جمله دولت و نهادهای بین‌المللی مانند WHO یا سازمان ملل» بوده‌است.
یک آزمایش طبیعی با اطلاعات نادرست ویروس کرونا را با افزایش عفونت و مرگ مرتبط دانست. از دو خبر تلویزیونی مشابه در یک شبکه مشابه، یکی ویروس کرونا را حدود یک ماه زودتر از دیگری جدی گرفت. افراد و گروه‌هایی که به اخبار واکنش کمی نشان دادند، بیشتر آلوده شده و احتمال مرگ در آنها بیشتر بود.
این اطلاعات نادرست توسط سیاستمداران، گروه‌های ذی‌نفع و بازیگران دولتی در بسیاری از کشورها مورد استفاده قرار گرفته‌است تا از سایر کشورها به خاطر سوءاستفاده از پاسخهای داخلی و همچنین پیشبرد دستور کار سیاسی و مالی استفاده کنند.

## تلاش برای مبارزه با شایعه
وزارت داخلی کشور ترکیه کاربران رسانه‌های اجتماعی را که پست‌های آنها «مقامات را هدف قرار داده و باعث گسترش و اشاعه هراس و ترس با گفتن اینکه این ویروس در ترکیه بسیار گسترده شده و مقامات اقدامات کافی را انجام نداده‌اند» دستگیر کرده‌است. ارتش ایران گفت ۳۶۰۰ نفر به دلیل «انتشار شایعات» در مورد ویروس کرونا در کشور دستگیر شده‌اند. در کامبوج، برخی از افراد که از گسترش ویروس کرونا ابراز نگرانی کرده‌اند، به اتهام اخبار جعلی دستگیر شده‌اند. قانونگذاران الجزایر، قانونی را تصویب کردند که «اخبار جعلی» را که «نظم عمومی و امنیت کشور» را تشویش کند، مجازات می‌کنند. در فیلیپین، چین، هند، مصر، اتیوپی بنگلادش، مراکش، پاکستان، عربستان سعودی، عمان، ایران، ویتنام، لائوس، اندونزی، مغولستان، سریلانکا، کنیا، آفریقای جنوبی، سومالی، تایلند، قزاقستان، جمهوری آذربایجان، مالزی و هنگ کنگ، مردم به اتهام انتشار اطلاعات دروغین در مورد همه‌گیری ویروس کرونا دستگیر شده‌اند. امارات متحده عربی مجازات‌های کیفری را برای گسترش اطلاعات نادرست و شایعات مربوط به شیوع این کشور در نظر گرفته‌است.

## نشت تصادفی
اتهاماتی به فرض وجود رابطه ای بین ویروس و انستیتوی ویروس‌شناسی ووهان (WIV) مطرح شده‌است. به این معنی که این ویروس نشت تصادفی از انستیتوی ویروس‌شناسی ووهان بوده‌است. در سال ۲۰۱۷، زیست‌شناس مولکولی ایالات متحده، ریچارد اِروایت، زمانی که انستیتوی ویروس‌شناسی ووهان در حال گسترش و تبدیل شدن به به اولین آزمایشگاه ایمنی سطح 4 (BSL-4) سرزمین اصلی چین بود، ابراز احتیاط کرد و به بیماری سارس که قبلاً از آزمایشگاه‌های چینی به بیرون منتقل شده بود، اشاره کرد.
در ۱۴ فوریه ۲۰۲۰، دانشمندان چینی در مورد کشف احتمال نشت تصادفی خبر دادند و گمانه زنی‌هایی را در وبسایت شبکه علمی ریسرچ‌گیت منتشر کردند. این مقاله نه داوری همتا (بازنگری با دقت یا داوری دقیق) داشت و نه هیچ مدرکی را برای ادعاهای خود ارائه کرد. در تاریخ ۵ مارس، نویسنده آن مقاله در مصاحبه ای با وال استریت ژورنال گفت که چرا تصمیم گرفته که تا پایان ماه فوریه، این مقاله را پس بگیرد. اظهارات وی به این شرح بود: «حدس و گمان در مورد منشأ احتمالی، براساس مقالات منتشر شده و رسانه‌ها بود و هیچ مدرکی برای اثبات ادعا وجود ندارد.» چندین روزنامه این مقاله را ارجاع دادند. به گزارش ساینتیفیک آمریکن، نشریه ماهانهٔ علمی آمریکایی، شی ژنگلی (ویروس‌شناس و نویسنده چینی)، محقق اصلی انستیتوی ویروس‌شناسی ووهان، تحقیقات در مورد سوء استفاده از مواد آزمایشی، به ویژه هنگام دفع را در سوابق آزمایشگاه آغاز نموده. او همچنین سعی کرد ژنوم ویروس کرونا را با اطلاعات ژنتیکی سایر کروناویروسهای خفاش که تیم او جمع‌آوری کرده بودند را مورد بررسی قرار دهد. نتیجه نشان داد که هیچ‌یک از توالی‌ها با ویروس‌هایی که تیم وی از خفاش‌های غارها نمونه برداری کرده بودند، مطابقت ندارد.
در ماه فوریه ادعا شد که اولین فرد آلوده ممکن است محقق مؤسسه ای به نام هوانگ یانلینگ باشد. شایعاتی در رسانه‌های اجتماعی چین، مبنی بر اینکه این محقق آلوده شده و درگذشته منتشر شد، و انستیتوی ویروس‌شناسی ووهان انکار کرده و گفت که او دانشجوی فارغ‌التحصیل شده دانشگاهی بوده که تا سال ۲۰۱۵ در انستیتو ثبت نام کرده بود و بیمار صفر نیست. در ماه آوریل[W11]، تئوری توطئه در یوتیوب دست به دست می‌شد و به گردش درآمد و توسط رسانه‌های محافظه کار، نشنال ریوییو (National Review) برداشته شد.
به گزارش ساوت چاینا مورنینگ پست (انگلیسی: South China Morning Post) روزنامه انگلیسی زبان هنگ کنگی و روزنامهٔ اصلی هنگ کنگ، یکی از محققان اصلی انستیتوی ویروس‌شناسی ووهان، یعنی شی ژنگلی، مورد حملات شخصی در رسانه‌های اجتماعی چینی قرار گرفته‌است و ادعا می‌شود که کار وی در زمینه ویروس‌های خفاش‌ها منبع شیوع ویروس است. این باعث شد تا شی پست «من به زندگی خودم قسم می‌خورم که این ویروس هیچ ارتباطی با آزمایشگاه ندارد» را به اشتراک بگذارد. شی در پاسخ به سؤال ساوت چاینا مورنینگ پست که از وی خواسته‌است که دربارهٔ این حملات اظهار نظر کند، گفت: «وقت من باید برای موضوعات مهم‌تر صرف شود».
در ۱۴ آوریل، ژنرال مارک مایلی، رئیس ستاد مشترک آمریکا، در پاسخ به سؤالاتی که دربارهٔ تولید ویروس در آزمایشگاه بود، گفت: «... بی‌نتیجه است، اگرچه بر اساس شواهد، طبیعی به نظر می‌رسد. ما به‌طور یقین اطلاعاتی در این مورد نداریم.» در همان روز جاش روگین، ستون نویس واشینگتن پست، دربارهٔ جزئیات نشتی کابل که دانشمندان سفارت آمریکا در سال ۲۰۱۸ در سفر خود به انستیتوی ویروس‌شناسی ووهان با آن برخورد کرده بودند، نوشت. این مقاله توسط رسانه‌های محافظه کار به استناد نظریه نشت آزمایشگاه ارجاع شد.
بعد از چند روز، چندین رسانه تأیید کردند که مقامات اطلاعاتی آمریکا در حال بررسی احتمال شروع شیوع ویروس از انستیتوی ویروس‌شناسی ووهان بودند. در ۲۳ آوریل، وبسایت واکس استدلالهایی را در اختلاف نظر راجع به ادعاهای نشت آزمایشگاهی را از سوی چندین دانشمند، ارائه داد. دانشمندان عنوان کردند که نمونه‌های ویروس کشت شده در آزمایشگاه با ویروس‌های SARS-CoV-2 تفاوت دارند. مؤسسه ویروس‌شناسی ای در یون‌نان از RaTG13 به عنوان نزدیک‌ترین خانواده نمونه برداری شده برای کرونا ویروس یاد کرد که دارای ۹۶٪ ژنوم مشترک دارند. ادوارد هولمز، محقق SARS-CoV-2 در دانشگاه سیدنی، توضیح داد که ۴٪ اختلاف «معادل متوسط ۵۰ سال (و حداقل ۲۰ سال) از تحولات تکاملی است.»
در تاریخ ۳۰ آوریل، روزنامه نیویورک تایمز گزارش داد که دولت ترامپ از آژانسهای اطلاعاتی خواسته‌است شواهدی در رابطه با انستیتوی ویروس‌شناسی ووهان با منشأ SARS-Cov-2 پیدا کنند. به وزیر امور خارجه و مدیر سابق آژانس اطلاعات مرکزی (C.I.A) مایک پمپئو گزارش شده بود که در یافتن اطلاعات در مورد منشأ ویروس اقدام فوری انجام دهد. تحلیلگران نگران این بودند که فشار مقامات ارشد می‌تواند ارزیابی‌های جامعه اطلاعاتی را تحریف کند. آنتونی روگییرو، رئیس شورای امنیت ملی که مسئول ردیابی سلاحهای کشتار جمعی است، در یک کنفرانس ویدئویی در مورد اینکه آژانس اطلاعات مرکزی قادر به دادن پاسخی قطعی در مورد منشأ ویروس نبوده، ابراز ناامیدی کرد.

## تئوری‌های توطئه

### ضد اسرائیلی و ضدیهودی
پرس تی وی ایران ادعا کرد که «عناصر صهیونیستی گونه مهلک تر کرونا ویروس را علیه ایران ایجاد کرده‌اند». به همین ترتیب، رسانه‌های مختلف عربی نیز، اسرائیل و ایالات متحده را به ایجاد و گسترش کوید۱۹، آنفلوانزای مرغی و سارس متهم کردند. کاربران در رسانه‌های اجتماعی نظریه‌های مختلفی ارائه دادند، از جمله این فرضیه که یهودیان کوید ۱۹ را برای تأخیر در فروپاشی بازار جهانی سهام تولید کرده و از این طریق از طریق تجارت خودی سود می‌برند، در حالی که یک مهمان در تلویزیون ترکیه سناریوی جاه طلبانه تر اینکه یهودیان و صهیونیست‌ها کوید۱۹، آنفلوانزای مرغی و تب خونریزی‌دهنده کریمه-کنگو را برای «طراحی جهان، تصرف کشورها، و کم کردن جمعیت جهان» ایجاد کرده‌اند، را مطرح کرد.
تلاش‌های اسرائیل برای تولید واکسن کوید۱۹ واکنش‌های مختلفی را در پی داشت. آیت‌الله العظمی، ناصر مکارم شیرازی گزارش‌های اولیه مبنی بر حلال بودن واکسن ساخته شده صهیونیستی را رد کرد، و یکی از روزنامه نگاران پرس تی وی توئیت کرد که «من ترجیح می‌دهم به جای مصرف واکسن اسرائیلی، شانس خود را با ویروس امتحان کنم». یک مقاله‌نویس برای ینی آکیت ترک ادعا کرد که چنین واکسنی می‌تواند یک سوپاپ برای انجام عقیم سازی جمعی باشد.
هشدار دفتر تحقیقات فدرال ایالات متحده در مورد تهدید احتمالی تندروهای راست‌گرا که عمداً یهودیان و رهبران یهودی را بخاطر گسترش ویروس کرونا، ایجاد بیماری همه گیر و چندین تعطیلی در سطح کشور سرزنش کرده، اختصاص یافت.

### ضد مسلمان
در هندوستان، به دلیل بروز موارد مرتبط با مجالس مذهبی، مسلمانان را بخاطر برگزاری جماعت تبلیغ و شیوع بیماری، مقصر می‌شناسند. گزارش‌هایی مبنی بر تهمت به مسلمانان در رسانه‌های اجتماعی و حمله به آنها در هند موجود است. در این ادعاها گفته شده‌است که مسلمانان در حال فروش مواد غذایی آلوده به کرونا ویروس هستند و مسجدی در پاتنا به افرادی از ایتالیا و ایران پناه داده بود. نادرست بودن این ادعاها مشخص شد. در انگلیس، گزارش‌هایی از گروه‌های راست تندرو وجود دارد که مسلمانان را به دست داشتن در شیوع کرونا ویروس متهم می‌کنند و به دروغ ادعا می‌کنند که پس از ممنوعیت ملی اجتماعات بزرگ، مساجد بازمانده است.

### فشار آمریکا برای معرفی چین به عنوان منشأ بیماری
به گفتهٔ شرکت فیسبوک، مجموعه ای از حساب‌های که توسط اشخاص حقیقی و ربات‌های شبکه اجتماعی گردانده می‌شدند، شبکه ای از حساب‌ها را تشکیل داده بودند که در آن به انتشار اطلاعات نادرست می‌پرداختند. بر طبق این نظریه، یک دانشمند سوئیسی به نام ویلسون ادواردز اذعان می‌کرد که در حقیقت منشأ ویروس ایالات متحدهٔ آمریکا بوده و این کشور با فشار بر سازمان بهداشت جهانی (WHO)، آن را مجبور کرده تا چین را به عنوان منشأ ویروس کوید۱۹ معرفی کند. با اینکه این موضوع در غرب مورد توجه زیادی قرار نگرفت، اما به‌طور گسترده‌ای توسط رسانه‌های دولتی چینی مورد استناد واقع می‌شد.

### ویروس زیست مهندسی شده
بارها ادعا شده‌است که این ویروس به عمد توسط بشر ساخته شده‌است.
مجله پزشکی نیچر مدیسین مقاله ای را منتشر کرد که مخالف تئوری توطئه مبنی بر ایجاد ویروس به صورت مصنوعی است. اتصال بالای پپلومرهای (نوعی گلیکوپروتئین) آن به آنزیم ۲ مبدل آنژیوتانسین (ACE2) انسان، نشان می‌دهد که «به احتمال زیاد نتیجه انتخاب طبیعی بر روی انسان یا ACE2 انسان-گونه است که اتصال، یک راه حل بهینه را بوجود می‌آورد.» در صورت دستکاری ژنتیکی، احتمالاً یکی از چندین سیستم ژنتیکی معکوس بتا کرونا ویروسها مورد استفاده قرار گرفته می‌شود، در حالی که داده‌های ژنتیکی به‌طور غیرقابل انکار نشان می‌دهند که ویروس از الگوی ویروس‌هایی که قبلاً استفاده شده مشتق نشده‌است. ساختار مولکولی کلی ویروس کرونا نشان داد که این ویروس از ویروس‌های شناخته شده متمایز بوده و شبیه به ویروس‌های خفاش‌ها و پنگولین‌ها است و پس از کمی مطالعه مشخص شد که وییروس آن حیوانات هرگز به انسان آسیب نمی‌رسانند.
در فوریه سال ۲۰۲۰، روزنامه فایننشال تایمز به نقل از متخصص ویروس‌شناس و محقق جهانی کروناویروس «ترور بدفورد» گفت: «هیچ مدرکی در مورد مهندسی ژنتیکی که بتوانیم پیدا کنیم وجود ندارد»، و «شواهدی که در دست داریم این است که جهش‌ها [در ویروس] کاملاً با تکامل طبیعی سازگار است». بدفورد در ادامه توضیح داد، «محتمل‌ترین سناریو، بر اساس آنالیز ژنتیکی، این بود که ویروس بین ۲۰ تا ۷۰ سال پیش توسط خفاش به پستاندار دیگری منتقل می‌شود اما این حیوان واسطه هنوز مشخص نشده‌است و در شهر ووهان در اواخر نوامبر یا اوایل دسامبر ۲۰۱۹، ویروس به اولین میزبان انسانی خود منتقل شده‌است.»
در ۱۹ فوریه ۲۰۲۰، لنست نامه ای از گروهی از دانشمندان را انتشارکرد که «تئوری‌های توطئه، نداشتن منشأ طبیعی کوید۱۹ را بیان می‌کند.»

### طرح کنترل جمعیت
به نقل از بی‌بی‌سی، جردن ساتر، یک تئوری توطئه یوتوبی که از تئوری توطئه راست تندرو کیوانان و جنبش ضد واکس حمایت می‌کند، به ادعای کذبی کرده‌است که شیوع این بیماری شیوه ای برای کنترل جمعیت است که توسط مؤسسه پیربرایت در انگلیس و توسط مدیرعامل سابق مایکروسافت بیل گیتس ایجاد شده‌است. آزادگان لیبرالیسم، تئوری پردازان توطئه نظم نوین جهانی و بنیادگرایی مسیحی بیشتر از همه به این تئوری عقیده دارند.

### سلاح بیولوژیکی ایالات متحده

#### چین
بر اساس هفته نامه لندن اکونومیست، بسیاری از تئوری‌های توطئه کوید-۱۹ موجود در اینترنت چین، توسط سازمان سیا برای پایین نگه داشتن چین ایجاد شده‌است. با این حال اخبار NBC خاطرنشان کرده‌است که تلاشهای مبدل کننده نظریه‌های توطئه مربوط به ایالات متحده نیز به صورت آنلاین منتشر شده‌است، با جستجو در ویچت در مورد «ویروس کرونا از ایالات متحده است» مقالاتی که ارائه می‌شود، دلیل غیر منطقی بودن این ادعاها را توضیح می‌دهد. طبق تحقیقات انجام شده توسط مؤسسه غیرانتفاعی پروپابلیکا، تبلیغات چنین تئوری‌های توطئه تحت هدایت سرویس خبری چین، دومین رسانه دولتی متعلق به کشور که توسط وزارت کار جبهه متحد کنترل می‌شود، انجام شده‌است. گلوبال تایمز و آژانس خبری شین‌هوآ به‌طور مشابه در انتشار اطلاعات نادرست مربوط به ریشه کوید۱۹ نقش دارند.
مقالات توطئه ای متعدد به زبان چینی از دوران شیوع سارس در جزئیات تغییر یافته مجدداً در معرض دید قرار گرفته‌اند، ادعا شده‌است که سارس جنگ بیولوژیکی است. برخی گفته‌اند که گروه BGI چین، اطلاعات ژنتیکی مردم چین را به ایالات متحده می‌فروخته، که بعداً ژنوم افراد چینی منحصراً مورد هدف قرار داد.
در ۲۶ ژانویه، وب سایت علاقه‌مندان به ارتش چینی چیلو مقاله ای را منتشر کرد که ادعا کرد که چگونه ایالات متحده آمریکا از این ویروس «دقیقاً برای هدف قرار دادن مردم چین» استفاده کرده‌است. مقاله در اوایل فوریه حذف شد. این مقاله بیشتر در رسانه‌های اجتماعی در تایوان تحریف شده که ادعا می‌کند «وب سایت نظامی برتر چین اعتراف کرده‌است که ویروس کرونا سلاح‌های بیولوژیکی ساخت چین است». مرکز بررسی حقایق تایوان، از مقاله اصلی و تحریف آن پرده برداری کرد و نشان می‌دهد که مقاله اصلی چیلو نتیجه‌گیری تحقیقات قانونی مجله علمی چینی ساینس چین لایف ساینسز را تحریف کرده‌است، که هیچوقت در آن مقاله ذکر نشده که ویروس مهندسی شده‌است. مرکز بررسی حقایق توضیح داد که چیلو یک نشریه مشتاق شایعه پراکنی نظامی است که توسط یک شرکت خصوصی تأسیس شده‌است، بنابراین نمایانگر صدای ارتش چین نمی‌باشد.
برخی از مقالات در سایت‌های محبوب چین همچنین شرکت ورزشکاران نظامی آمریکایی در بازی‌های جهانی نظامی ووهان ۲۰۱۹ را که تا پایان اکتبر سال ۲۰۱۹ ادامه داشت را مشکوک دانسته و گمان می‌رود که این ویروس را آنها مستقر کرده‌اند. آنها ادعا می‌کنند که نگرش بی احتیاطی و نتایج نامتناسب ورزشکاران آمریکایی در این بازیها نشان می‌دهد که آنها ممکن است برای اهداف دیگری در آنجا حضور پیدا کرده و در واقع احتمالاً این یک عملیاتی جنگی باشد. اینگونه پست‌ها اظهار دارند که محل زندگی آنها در مدت اقامتشان در ووهان نیز، نزدیک بازار عمده فروشی غذاهای دریایی هوآنان، جایی که اولین موارد شناخته شده از بیماری در آنجا مشاهده شده‌است، بوده.
در مارس ۲۰۲۰، این تئوری توطئه توسط ژائو لیجیان، سخنگوی وزارت امور خارجه جمهوری خلق چین تأیید شد. در ۱۳ مارس، دولت آمریکا سفیر چین، کوی تانکای را دربارهٔ تئوری توطئه ویروس کرونا به واشینگتن احضار نمود.

#### ایران
حسین سلامی رئیس سپاه پاسداران جمهوری اسلامی (IRGC)، ادعا کرد که شیوع ویروس کرونا در ایران ممکن است به دلیل «حمله بیولوژیکی» ایالات متحده باشد. حسین امیر عبداللهیان، رسول فلاحتی، علیرضا پناهیان، ابوالفضل حسن بیگی و غلامعلی جعفرزاده ایمان آبادی و چندی از سیاستمداران ایرانی نیز ادعاهای مشابهی داشته. رهبر ایران، آیت‌الله علی خامنه ای نیز نظری مشابه با آنها داشت.
رئیس‌جمهور سابق ایران، محمود احمدی‌نژاد، در نهم مارچ نامه ای برای سازمان ملل فرستاد که در آن اینگونه نوشته‌است: «امروز برهمگان آشکار شده‌است که امثال ویروس جهش یافته و هوشمند ویروس کرونا، ساخته و پرداخته آزمایشگاه‌ها بوده» و کوید-۱۹ «به عنوان سلاحی جدید برای برقراری یا حفظ برتری سیاسی و اقتصادی در عرصه بین‌الملل، توسط برخی قدرتهای سلطه جو و گسترش سریع آن، موجب نگرانی عمومی ملت‌ها و ایجاد اختلال بیش از پیش در امنیت مردم جهان شده‌است.»
سپس آیت‌الله سید هاشم بطحائی گلپایگانی اظهار داشت که: «آمریکا منشأ ویروس کرونا است، چون اینها با چین طرف شدند، دیدند زورشان نمی‌رسد، از نظر نظامی هم زورشان نمی‌رسد.»
رضا ملک‌زاده، معاون تحقیقات و فناوری وزارت بهداشت ایران و وزیر بهداشت سابق، ادعاهای مربوط به اینکه ویروس یک سلاح بیولوژیکی بوده را رد کرد و خاطر نشان کرد که احتمالاً ایالات متحده از آن متضرر خواهد شد. وی همچنین گفت که ایران بسیار سخت است زیرا روابط نزدیک خود با چین و عدم تمایل به قطع ارتباط هوایی باعث ایجاد ویروس شده و موارد ابتدایی این بیماری با آنفلوانزا اشتباه گرفته شد.

#### فیلیپین
یکی از سناتورهای فیلیپینی به نام تیتو سوتو، در یک جلسه سنائی در فوریه ۲۰۲۰ سنا در فیلم ویدیوی توطئه ای بیوسلاح ایفای نقش کرد و اظهار داشت که ویروس کرونا نوعی جنگ بیولوژیکی است که علیه چین انجام می‌شود.

#### روسیه
در ۲۲ فوریه، مقامات آمریکایی ادعا کردند که روسیه در پشتیبانی به اقداماتی تبلیغاتی است که اطلاعات اشتباه می‌دهد و با استفاده از هزاران حساب رسانه‌های اجتماعی، در توییتر، فیس بوک و اینستاگرام به عمد به تبلیغ تئوری‌های توطئه بی اساس پرداخته و ادعا شده‌است که این ویروس سلاحی بیولوژیکی است که توسط سازمان سیا و ایالات متحده برای استفاده از آن برای جنگی اقتصادی علیه چین، تولید شده‌است. دستیار معاون وزیر امور خارجه اروپا و اوراسیا، فیلیپ ریکر گفت:"هدف روسیه کاوش اختلاف و تضعیف نهادهای ایالات متحده از درون بوده" و "با انتشار اطلاعاتی بی اساس در مورد ویروس کرونا، بازیگران بدخواه روسیه بار دیگر با تحریف پاسخ بهداشت جهانی، تصمیم به تهدید امنیت عمومی دارند." روسیه این ادعا را رد می‌کند و می‌گوید" این یک داستان عمداً دروغ است ".

#### ونزوئلا
الویس مِندز، عضو مؤسس مجمع، اظهار داشت که ویروس کرونا «بیماری باکتریولوژیکی است که در سال ۸۹، در سال ۹۰ و به‌طور تاریخی» ایجاد شده و این بیماری «توسط مایه کوبی خارجی» ایجاد گردیده‌است. مِندز این تئوری را مطرح کرد که این ویروس سلاحی علیه آمریکای لاتین و چین بوده و هدف آن «تضعیف کردن فرد برای راه‌یابی بیماری» بوده‌است.

#### دستبرد
در سال ۲۰۲۰ مستندی به نام دستبرد ساخته شد که با نمونه و (فکت)های قابل قبول شروع می‌شود و در پایان به بیننده می‌گوید که ویروس کرونا بخشی از برنامه گلوبالیست‌ها برای قتل‌عام و گذار به ابرانسان است.

## آمار

### ادعای فاش شدن تعداد تلفات
در تاریخ ۲۵ فوریه، تایوان نیوز مقاله ای را منتشر کرد که ادعا می‌کند تنسنت (شرکت هلدینگ چینی که در زمینه ارائه خدمات شبکه‌های اجتماعی، رسانه‌های گروهی، پورتال‌های وب، تجارت الکترونیک، آنتی‌ویروس‌ها، مرورگر وب، بازی‌های چندنفره آنلاین و خدمات ارزش افزوده مخابرات فعالیت می‌کند) به‌طور تصادفی تعداد واقعی مرگ و میر و عفونت در چین را فاش کرده‌است. تایوان نیوز نشان می‌دهد ردیاب وضعیت اپیدمیک تنسنت به‌طور خلاصه موارد آلوده و آمار تلفات را بارها و بارها بیشتر از رقم رسمی نشان داده‌است و پست فیس بوکی هیروکی لو ۳۸ ساله که صاحب فروشگاه نوشیدنی تایوانی و یک شهروند اینترنتی ناشناس تایوانی است را استناد می‌کند.
کئونی اورینگتون، نویسنده مقاله اصلی خبر، از صحت فاش شدن این آمار دفاع و پشتیبانی کرد. برایان هیو و لارس ووستر از مجله نیوبلوم این نظریه را از داده‌های وبسایت‌های دیگر، که از پایگاه داده تنسنت برای تولید تجسم‌های سفارشی استفاده می‌کردند را رد کردند، در حالی که هیچ‌یک از چهره‌های مغرور موجود در تصاویر منتشر شده توسط تایوان نیوز را نشان نمی‌دهند؛ بنابراین، آنها نتیجه‌گیری کردند که این تصویر به صورت دیجیتالی ساخته شده‌است.

### کاهش اشتراک تلفن همراه
نزدیک به ۲۱ میلیون اشتراک تلفن همراه در میان سه شرکت مخابراتی بزرگ تلفن همراه در چین کاهش یافت که منجر به استنتاج اطلاعات نادرست شد که این کاهش نشانگر مرگ و میر میلیون‌ها نفر در اثر ویروس در چین بود. یکی از دلایل این کاهش ممکن است لغو خدمات تلفن توسط کارگران مهاجر به دلیل رکود در زندگی اجتماعی و اقتصادی در هنگام شیوع باشد. چین یونیکوم در ژانویه، ۱٫۲ میلیون دلار کاهش داشت، در حالی که شرکت مخابرات چین در ماه فوریه ۵٫۶ میلیون متضرر شد.

### اطلاعات غلط علیه تایوان
در تاریخ ۲۶ فوریه ۲۰۲۰، آژانس خبری مرکزی تایوان گزارش داد که مقادیر زیادی اطلاعات نادرست در فیس بوک ظاهر شده که ادعا می‌کند که همه‌گیری در تایوان کنترل خود را از دست داده‌است، دولت تایوان روی تعداد کل پرونده‌ها سرپوش گذاشته و رئیس‌جمهور تسای اینگ-ون نیز به این بیماری مبتلا شده. سازمان بررسی واقعیت تایوان پیشنهاد کرده‌است که اطلاعات غلط در فیس بوک به دلیل استفاده از نویسه‌های چینی ساده‌شده و شباهت‌های موجود با سرزمین اصلی چین بوده‌است. این سازمان هشدار می‌دهد که هدف از اشاعه اطلاعات غلط، حمله به دولت است.
در مارس سال ۲۰۲۰، دفتر تحقیقات وزارت دادگستری تایوان هشدار داد که چین با نشان دادن گزارش‌های دولت تایوانی به عنوان خبرهای جعلی در تلاش است اعتماد به اخبار واقعی را تضعیف کند. به مقامات تایوانی دستور داده شده‌است که از تمام امکانات ممکن برای پیگیری ارتباط پیام‌ها با دستورالعمل‌های حزب کمونیست چین استفاده کنند. دفتر امور PRC در تایوان ادعاهای آنها را انکار کرد و آنها را کذب خواند و گفت که حزب دموکراتیک پیشرو تایوان در پی «تحریک نفرت» بین دو طرف است. آنها سپس ادعا کردند که «DPP همچنان به دستکاری سیاسی ویروس» ادامه می‌دهد. طبق گزارش واشینگتن پست، چین دهه هاست که از کمپین‌های ضداطلاعاتی سازمان یافته علیه تایوان استفاده می‌کند.
نیک موناکو، مدیر تحقیقات آزمایشگاه هوش دیجیتال در انستیتویی برای آینده، پست‌ها را مورد تجزیه و تحلیل قرار داد و نتیجه گرفت که به نظر می‌رسد اکثر کاربران عادی در چین بوده و نه ایالت. با این وجود، وی از تصمیم دولت چین برای تصمیم به اجازه انتشار اطلاعات در ورای فایروال بزرگ چین که وی آن را «مخرب» می‌نامد، انتقاد کرد. طبق گزارش تایوان نیوز، یکی از هر چهار مورد از اطلاعات نادرست به سرزمین اصلی چین مربوط می‌شود.
در تاریخ ۲۷ مارس ۲۰۲۰، مؤسسه آمریکایی در تایوان اعلام کرد که برای کمک به مبارزه با اطلاعات نادرست در مورد شیوع کوید-۱۹ با مرکز کارخانه تایوان همکاری می‌کند.

### نقشه نادرست پروژه جهانی جمعیت
در اوایل فوریه، رسانه‌های خبری استرالیا (و روزنامه‌های بریتانیا، د سان، دیلی میل و مترو) یک نقشه ده ساله که شیوع ویروسی فرضی توسط پروژه جمعیت جهانی (بخشی از دانشگاه ساوت‌همپتون) را نشان می‌داد منتشر کردند؛ که ادعا می‌کند که نقشه نمایانگر شیوع کروناویروس ۲۰۲۰ است. این اطلاعات غلط پس از آن از طریق حساب‌های رسانه‌های اجتماعی همان رسانه‌ها پخش شد و در حالی که بعضی از رسانه‌ها بعداً نقشه را حذف کردند، بی‌بی‌سی گزارش داد که هنوز تعدادی از سایت‌های خبری هنوز نقشه را از سایت خود برنداشته اند.

### پرستاری که خطاها را فاش کرد
در ۲۴ ژانویه، ویدئویی به صورت آنلاین منتشر شد که در آن از یک پرستار بنام جین هوی در هوبی اوضاع وخیم تری در ووهان نسبت به اظهارات مقامات چینی را توصیف می‌کند. در این ویدئو ادعا شده‌است که بیش از ۹۰٬۰۰۰ نفر در چین به ویروس آلوده شده‌اند، ویروس می‌تواند از یک نفر به ۱۴ نفر انتقال یابد (R0 = ۱۴) و ویروس در حال آغاز جهش دوم است. این ویدئو میلیون‌ها بازدید از سیستم عامل‌های مختلف رسانه‌های اجتماعی را به خود جلب کرده و در گزارش‌های آنلاین متعددی به آن اشاره شده‌است. با این حال، بی‌بی‌سی خاطرنشان کرد: برخلاف زیرنویس انگلیسی در یکی از نسخه‌های موجود در این ویدئو، این زن ادعا نمی‌کند که پرستار یا پزشک بوده و پوشش و ماسک او مشابه با پوششی که توسط کادر درمان در هوبی پوشیده می‌شود نیست. اینکه ویروس می‌تواند از یک نفر به ۱۴ نفر انتقال یابد در این فیلم توسط بی‌بی‌سی ذکر شده‌است که با تخمین متخصص ۱٫۴ تا ۲٫۵ در آن زمان مغایرت ندارد. ادعای این فیلم مبنی بر ۹۰٬۰۰۰ مورد آلوده نیز «غیرقابل اثبات» است.

## بر اساس کشورها
شایعات محدود به زبان‌ها هستند و تنها در یک زبان گسترش می‌یابند و اینکه در این قسمت شایعات زیادی وجود ندارد.

### کانادا
اخطار فراخوان محصول جعلی Costco در رسانه‌های اجتماعی منتشر شد مبنی بر اینکه دستمال توالت با نام تجاری کرکلند به دلیل ساخت این کالا در چین آلوده به ویروس کوید ۱۹ است. هیچ مدرکی تأیید نمی‌کند که SARS-CoV-2 می‌تواند برای مدت زمان طولانی (مانند آنچه ممکن است در هنگام حمل و نقل اتفاق بیفتد) روی سطوح زنده بماند، و کاستکو چنین فراخوانی را صادر نکرده‌است.

### چین
رسانه‌های مختلف ملی و حزبی چینی به شدت گزارش «تحقیقات یک شبه» توسط مؤسسه ویروس‌شناسی ووهان و انستیتوی ماتریا مدیا شانگهای، آکادمی علوم چین، راجع به تأثیرگذاری شوآنگ هوانگ لیان که ترکیبی از طب سنتی چینی است (TCM) را تبلیغ کنند. این گزارش منجر به شوق خرید این محصول شد.
از نسخه سوم آن، دستورالعمل‌های مدیریت کوید، کمیسیون بهداشت ملی استفاده از TCM را برای معالجه بیماری توصیه می‌کرد. در ووهان، مقامات محلی مجموعه ای از نسخه‌های TCM را برای استفاده از هر پرونده از اوایل فوریه تحت فشار قرار داده‌اند. یک فرمول تا اواسط فوریه در سطح ملی ارتقا یافت. بیمارستانهای صحرایی محلی به صراحت TCM گرا بودند. به گفته رسانه‌های دولتی، از تاریخ ۱۶ مارس ۲۰۲۰، ۹۱٫۹۱٪ از کل بیماران Hubei از TCM استفاده کردند، این میزان در بیمارستان‌های مزرعه به ۹۹٪ و در مناطق قرنطینه فله ۹۴٪ رسید.
شایعه ای در پست‌های رسانه‌های اجتماعی در وببو، فیس بوک و توییتر منتشر شد که ادعا می‌کرد که کارشناسان چینی می‌گویند محلول‌های نمک دار می‌تواند ویروس کرونا را از بین ببرد. هیچ مدرکی دال بر اینکه این محلول‌های نمکی چنین تأثیراتی دارند در دست نیست.

### استونی
در ۲۷ فوریه ۲۰۲۰، وزیر کشور استونی استارت مارت هلم در کنفرانس مطبوعاتی دولت گفت: سرماخوردگی به ویروس کرونا تغییر نام داده‌است و در جوانی او چیزی شبیه به این وجود نداشته. وی توصیه کرد پوشیدن جوراب‌های گرم و سس خردل و همچنین مالیدن چربی غاز بر روی سینه شخص به عنوان درمان ویروس توصیه می‌شود. هلم همچنین گفت ویروس طی چند روز تا یک هفته درست مانند سرماخوردگی منتقل می‌شود.

### فرانسه
در اواسط ماه آوریل، سفارت چین مقاله ای با عنوان "بازگرداندن حقایق تحریف شده — مشاهدات یک دیپلمات چینی ارسال شده به پاریس" منتشر کرد، که در آن از واکنش آهسته کشورهای غربی انتقاد کرد و کارگران شاغل در خانه‌های سالمندان فرانسه را به "ترک پست‌های خود در طول شب"... و مرگ ساکنان آن به دلیل گرسنگی و بیماری، متهم کرد". وزیر امور خارجه ژان ایو لو درین سفیر چین را احضار کرد و گفت که این اظهارات با "کیفیت روابط دو جانبه" بین فرانسه و چین مطابقت ندارد.

### یونان
با وجود شیوع کرونا ویروس، در ۹ مارس، کلیسای یونان اعلام کرد که آیین سپاسگزاری، که در آن افرادی که به کلیسا می‌روند تکه‌های نانی که در شراب خیسانده شده را از یک پیاله می‌خورند، به عنوان یک عمل ادامه خواهد یافت. سینود مقدس گفت: " آیین سپاسگزاری نمی‌تواند عامل شیوع بیماری باشد"، با اینکه متروپولیس صراطیم گفت شراب بدون ضرر است زیرا خون و بدن مسیح را نشان می‌دهد و"هر کسی که در مقدسات حضور یابد به خدا نزدیک می‌شود، که قدرت شفابخشی دست اوست. "

### هند
سوامی چاکراپانی، فعال سیاسی و عضو مجلس قانونگذاری، سومان هاریپریا ادعا کردند که نوشیدن ادرار گاو و استفاده از مدفوع گاو بر روی بدن می‌تواند کوید-۱۹ را درمان کند. سومیا سوامیناتان، دانشمند ارشد WHO، با انتقاد از سیاستمداران به‌طور غیرمستقیم اقدام به پخش چنین اطلاعات غلط و بدون شواهد کرده‌اند.
اطلاعات غلط مبنی بر اینکه دولت در حال توزیع داروی «ضد کرونا» در کشور در طول ساعت خاموشباش چهارده ساعته بود، قرنطینه در منزل که در هند اعمال می‌شود، در رسانه‌های اجتماعی پخش شد. این تصور که ارتعاشات ایجاد شده در اثر کف زدن با هم در طول خاموشباش چهارده ساعته باعث مرگ ویروس می‌شود، توسط رسانه‌ها از بین برده شد. آمیتاب باچان به دلیل یکی از توییت‌های خود به شدت مورد انتقاد قرار گرفت، که ادعا کرد ارتعاشات کف زدن، ارتعاشات صدف‌های حلزونی در بخشی از خاموشاش یکشنبه چهارده ساعته، قدرت ویروس کرونا را کاهش می‌دهد یا از بین می‌برد زیرا ماه جدید، تاریک‌ترین روز ماه بود. اطلاعات نادرست که طول عمر SARS-CoV-2 تنها ۱۲ ساعت است و ماندن در خانه به مدت ۱۴ ساعت در طول خاموشباش چهارده ساعته باعث شکسته شدن زنجیره انتقال می‌شود، منتشر شده‌است. در پیام دیگری ادعا شده‌است که رعایت خاموشباش منجر به کاهش موارد COVID-19 به میزان ۴۰ درصد خواهد شد.
در هند، اخبار جعلی مبنی بر اینکه سازمان بهداشت جهانی هشدار داده‌است تا با خوردن کلم می‌توان از ابتلا به ویروس کرونا جلوگیری کند، منتشر شد. میوه مسموم گیاه داتورا به عنوان یک اقدام پیشگیرانه برای COVID-19 منجر به بستری شدن یازده نفر در هند شد. آنها پیرو دستورالعمل‌های یک فیلم در رسانه تیک تاک که اطلاعات غلط در مورد پیشگیری از COVID-19 منتشر می‌کردند، میوه را خورده بودند.
همچنین ادعاهایی مبنی بر اینکه یک کتاب درسی ۳۰ ساله هندی، آسپیرین، آنتی هیستامین‌ها و اسپری بینی را به عنوان درمان COVID-19 ذکر کرده‌است، وجود دارد. این کتاب در واقع به‌طور کلی به عنوان یک خانواده ویروسی از ویروس کرونا صحبت می‌کند.

### کویت
فوزالفحاد، یکی از محبوب‌ترین اینفلوئنسرهای رسانه اجتماعی در کویت به دلیل تبلیغ بدون لیسانس تست ویروس کرونا در ۱۵ دقیقه، بازداشت شد.

### ماداگاسکار
رئیس‌جمهور ماداگاسکار آندری راژولینا که هیچ مدرک پزشکی ای ندارد، یک نوشیدنی گیاهی را که از یک گیاه درمنه گرفته شده بود را به عنوان یک معجزه درمانی که می‌تواند از بیماری کوید-۱۹ پیشگیری یا حتی آن را درمان کند، تبلیغ کرد. این نوشیدنی به کشورهای آفریقایی دیگر نیز، صادر شده‌است.

### نیجریه
به دنبال اولین مورد گزارش شده از کوید-۱۹ در تاریخ ۲۸ فوریه در نیجریه، درمان و معالجه‌هایی که روی آنها هیچ آزمایشی نشده بود از طریق سیستم عامل‌هایی مانند واتساپ گسترش یافت. همچنین ادعاهایی مبنی بر استفاده از کلروکوین برای درمان بیش از ۱۲۰۰۰ بیمار مبتلا به کوید-۱۹ وجود داشت.

### کره جنوبی
جون کوگ هون، «توده گرای محافظه کار» کره جنوبی، به پیروان خود گفت که هیچ خطری برای تجمعات عمومی نیست زیرا وجود ویروس در خارج از خانه غیرممکن است. بسیاری از پیروان وی از افراد مسن تشکیل شده‌اند.

### سنگال
پستی که به‌طور گسترده در فیسبوک انتشار یافت ادعا می‌کرد که هفت کودک سنگالی به دلیل انجام واکسن کرونا جان خود را از دست داده‌اند. چنین واکسنی وجود ندارد، و واکسن‌ها هنوز در مراحل ارزیابی کلینیکی هستند.

### تایلند
در رسانه‌های اجتماعی تایلند ادعا شده‌است که قرص‌های ویتامین دی از انتشار ویروس کرونا در بدن جلوگیری می‌کند.
پستی که به‌طور گسترده در فیسبوک انتشار یافت ادعا می‌کرد که پزشکان ایتالیایی که به کوید-۱۹ آلوده شده‌اند، همانند پزشکان عادی به مداوای بیماران می‌پردازند.

### ایالات متحده
برخی از طرفداران کیوانون، از جمله جردن ساتر و برخی دیگر، غرغره کردن «مکمل معدنی معجزه آسا» (در واقع کلرید دی‌اکسید که ماده شیمیایی مورد استفاده در برخی از کاربردهای صنعتی به عنوان سفید کننده، که ممکن است باعث به خطر افتادن زندگی و حتی مرگ شود) را به عنوان راهی برای پیشگیری یا درمان این بیماری معرفی کرده‌اند. سازمان غذا و دارو چندین بار هشدار داده‌است که نوشیدن مکمل معدنی معجزه آسا «خطرناک» بوده زیرا ممکن است باعث «استفراغ شدید» و «نارسایی حاد کبدی» گردد.
در فوریه سال ۲۰۲۰، جیم بیکر کشیش تلویزیونی، راه حل دی‌اکسید کلر را در وب سایت خود را به عنوان داروی ضد عفونت ویروس کرونا یا کوید-۱۹ تبلیغ کرد. شریل سلمان کیا درمانگر (کسی که از راه طبیعی درمان می‌کند)، در برنامه ای که میهمان آن بود به دروغ اظهار داشت که «این آزمایش بر روی همه گونه‌های کرونا ویروس آزمایش نشده‌است، اما این آزمایش روی برخی گونه‌های کروناویروس آزمایش شده‌است و توانسته‌است ظرف ۱۲ ساعت آن را از بین ببرد.»
وزارت خوراک و داروی ایالات متحده و دفتر دادستان کل نیویورک هر دو، دستور قضایی توقف فعالیت بیکر را صادر کردند و از وی بخاطر فروش در ایالت میسوری شکایت شد.